# Schlachthausgasse
Schlachthausgasse – jedna ze stacji metra w Wiedniu na Linia U3. Została otwarta 6 kwietnia 1991. 
Znajduje się w 3. dzielnicy Wiednia, Landstraße, pod Markhofgasse i Alfred-Dallinger-Platz, pomiędzy Höhe Würtzlerstraße i Kleingasse.